# Glad Rag Doll
| Совокупная оценка      | Совокупная оценка |
| Источник               | Оценка            |
| ---------------------- | ----------------- |
| Metacritic             | 76/100            |
| Оценки критиков        |                   |
| Источник               | Оценка            |
| AllMusic               | [ 2 ]             |
| American Songwriter    | [ 3 ]             |
| Bass Musician          | [ 4 ]             |
| Christianity Today     | [ 5 ]             |
| Daily Express          | 5/5               |
| Entertainment Weekly   | B+                |
| Tom Hull               | A−                |
| Montreal Gazette       | [ 9 ]             |
| The New Zealand Herald | [ 10 ]            |
| PopMatters             | 8/10              |

Glad Rag Doll — одиннадцатый студийный альбом канадской певицы Дайаны Кролл, вышедший 31 марта 2012 года на лейбле Verve Records. Альбом спродюсирован Ти-Боун Бернетт, в нём представлены в основном джазовые мелодии 1920-х и 1930-х годов, в основном из коллекции пластинок на 78 об/мин отца Кролл.

## Отзывы
Альбом получил положительные отзывы музыкальных критиков.
На сайте Metacritic, который присваивает нормализованный рейтинг из 100 баллов рецензиям основных изданий, альбом получил средний балл 76, основанный на 12 рецензиях.
Питер Годдард из Toronto Star писал: «В Glad Rag Doll много совершенно неслушабельных моментов, мутной постановки и тяжеловесной игры, особенно от барабанщика Джея Беллероуза, который подходит ко всему так, как будто это марш. Этот якобы „олдтаймерский“ тяжёлый подход к ритму полностью портит пение Кролла. О том, как мог бы звучать Glad Rag Doll, говорят четыре „бонус-трека“, на каждом из которых Кралл аккомпанирует себе на фортепиано».
Брендон Виверс из Renowned for Sound прокомментировал: «При первом взгляде на новую пластинку может показаться, что Кралл выбрала маркетинговый подход „секс продаёт“, поскольку перед нами предстаёт певчая птица в облегающей одежде, задрапированная в красный бархат во всем, кроме довольно откровенного чёрного белья, однако не стоит судить о CD по его рукаву, поскольку содержимое внутри — это не секс. Несмотря на то, что Glad Rag Doll является сборником обложек, на протяжении часа звучания он представляет собой пластинку, которая легко может стать одной из лучших работ Кралла на сегодняшний день».
Кристофер Лаудон из JazzTimes отметил: «Хотя её голос, кажется, стал более хрупким с альбома 2009 года Quiet Nights, она остаётся одной из самых убедительных баллад в мире. Действительно, её слегка повышенная хрупкость только усиливает спокойную красоту „Prairie Lullaby“, искупительную боль „Let It Rain“, пустоту блестяще атмосферной „Lonely Avenue“ Дока Помуса (один из двух треков более поздней версии) и усталость от дороги „Wide River to Cross“ (также более новой). Кроме того, Кролл мастерски интерпретирует нежно-созерцательный заглавный трек (исполненный исключительно с Риботом, который столь же очарователен) и мелодраматический „Here Lies Love“ с его чудесным движением фальш-дирижабля».

## Коммерческий успех
Диск возглавил джазовый чарт в США (№ 1 в Billboard Jazz), достиг № 2 в Канаде и № 6 в Billboard 200.
Glad Rag Doll дебютировал на шестом месте в Billboard 200 с продажами 46 000 копий за первую неделю.

## Список композиций
| №                   | Название                                                     | Автор(ы)                                    | Длительность |
| ------------------- | ------------------------------------------------------------ | ------------------------------------------- | ------------ |
| 1.                  | «We Just Couldn't Say Goodbye»                               | Harry M. Woods                              | 3:07         |
| 2.                  | «There Ain't No Sweet Man That's Worth the Salt of My Tears» | Fred Fisher                                 | 4:30         |
| 3.                  | «Just Like a Butterfly That's Caught in the Rain»            | Mort Dixon Woods                            | 3:43         |
| 4.                  | «You Know – I Know Ev'rything's Made for Love»               | Al Sherman Charles Tobias Howard E. Johnson | 3:48         |
| 5.                  | «Glad Rag Doll»                                              | Milton Ager Dan Dougherty Jack Yellen       | 4:35         |
| 6.                  | «I'm a Little Mixed Up»                                      | Betty James Edward Johnson                  | 4:37         |
| 7.                  | «Prairie Lullaby»                                            | Billy Hill                                  | 4:22         |
| 8.                  | «Here Lies Love»                                             | Ralph Rainger Leo Robin                     | 5:09         |
| 9.                  | «I Used to Love You but It's All Over Now»                   | Albert Von Tilzer Lew Brown                 | 2:51         |
| 10.                 | «Let It Rain»                                                | James Kendis Hal Dyson                      | 5:44         |
| 11.                 | «Lonely Avenue»                                              | Doc Pomus                                   | 6:58         |
| 12.                 | «Wide River to Cross»                                        | Julie Miller Steven P. Miller               | 3:51         |
| 13.                 | «When the Curtain Comes Down»                                | Carl Hoefle Al Lewis Sherman                | 4:55         |
| Общая длительность: | Общая длительность:                                          | Общая длительность:                         | 58:10        |

| №                   | Название                                                                             | Автор(ы)                               | Длительность |
| ------------------- | ------------------------------------------------------------------------------------ | -------------------------------------- | ------------ |
| 14.                 | «As Long as I Love»                                                                  | Milton Drake George Jessel Ben Oakland | 2:32         |
| 15.                 | «Glad Rag Doll» (альтернативная версия)                                              | Ager Dougherty Yellen                  | 2:56         |
| 16.                 | «Garden in the Rain»                                                                 | James Dyrenforth Carroll Gibbons       | 2:57         |
| 17.                 | «There Ain't No Sweet Man That's Worth the Salt of My Tears» (альтернативная версия) | Fisher                                 | 2:11         |
| Общая длительность: | Общая длительность:                                                                  | Общая длительность:                    | 68:46        |

| №                   | Название                   | Автор(ы)                      | Длительность |
| ------------------- | -------------------------- | ----------------------------- | ------------ |
| 14.                 | «All I Do Is Dream of You» | Nacio Herb Brown Arthur Freed | 5:28         |
| Общая длительность: | Общая длительность:        | Общая длительность:           | 63:38        |

## Позиции в чартах
| Чарт (2012)                             | Высшая позиция |
| --------------------------------------- | -------------- |
| Австралия (ARIA)                        | 44             |
| Австралия Jazz & Blues Albums (ARIA)    | 1              |
| Австрия (Ö3 Austria)                    | 8              |
| Бельгия/Фландрия (Ultratop)             | 10             |
| Бельгия/Валлония (Ultratop)             | 12             |
| Канада (Canadian Albums Chart)          | 2              |
| Хорватия (HDU)                          | 14             |
| Чехия (ČNS IFPI)                        | 9              |
| Дания (Hitlisten)                       | 13             |
| Нидерланды (Album Top 100)              | 21             |
| Финляндия (Suomen virallinen lista)     | 48             |
| Франция (SNEP)                          | 3              |
| Германия (Offizielle Top 100)           | 17             |
| Греция (IFPI)                           | 4              |
| Венгрия (MAHASZ)                        | 5              |
| Ирландия (IRMA)                         | 61             |
| Италия (Classifica album)               | 10             |
| Япония (Oricon)                         | 32             |
| Мексика (Top 100 Mexico)                | 34             |
| Новая Зеландия (RMNZ)                   | 19             |
| Норвегия (VG-lista)                     | 21             |
| Польша (ZPAV)                           | 9              |
| Португалия (AFP)                        | 4              |
| Шотландия (Scottish Albums Chart)       | 22             |
| Испания (PROMUSICAE)                    | 10             |
| Швеция (Sverigetopplistan)              | 23             |
| Швеция Jazz Albums (Sverigetopplistan)  | 1              |
| Швейцария (Schweizer Hitparade)         | 13             |
| Великобритания (UK Albums Chart)        | 21             |
| 1                                       |                |
| США (Billboard 200)                     | 6              |
| США (Billboard Top Jazz Albums)         | 1              |
| США Traditional Jazz Albums (Billboard) | 1              |

## Сертификации
| Регион | Сертификация | Продажи |
| --- | ------------ | ------- |
| Канада (Music Canada) | Золотой      | 40 000^ |
| Франция (SNEP) | Золотой      | 50 000* |
| Венгрия (Mahasz) | Золотой      | 3000^   |
| Польша (ZPAV) | Золотой      | 10 000* |
| * Данные о продажах приведены только на основе сертификации. ^ Данные о тиражах приведены только на основе сертификации. |              |         |